# Lonchaea arrogata
Lonchaea arrogata är en tvåvingeart som beskrevs av Mcalpine 1964. Lonchaea arrogata ingår i släktet Lonchaea och familjen stjärtflugor. Inga underarter finns listade i Catalogue of Life.